# Џон Бурман
Сер Џон Бурман (енгл. John Boorman; Шепертон, Мидлсекс, 18. јануар 1933), енглески је позоришни, филмски и ТВ редитељ, сценариста и продуцент.
Прву режију Бурману је понудио продуцент Дејвид Дојч. Са Ухвати нас ако можеш (1965), о бенду The Dave Clark Five, Дојч се надао да ће поновити успех филма A Hard Day’s Night Ричарда Лестера, који је објављен годину дана раније. То није постигнуто, али је убрзо Ли Марвин позвао Бурмана у Холивуд, као режисера филма Мртва тачка (1967), који је постигао успех и донео славу Бурману. Прави успех постигао је филм Ослобађање (1972) по роману Џејмса Дикија. Године 1987. снимио је филм Нада и слава, причу о свом детињству у Лондону током Блица.